# Зволен

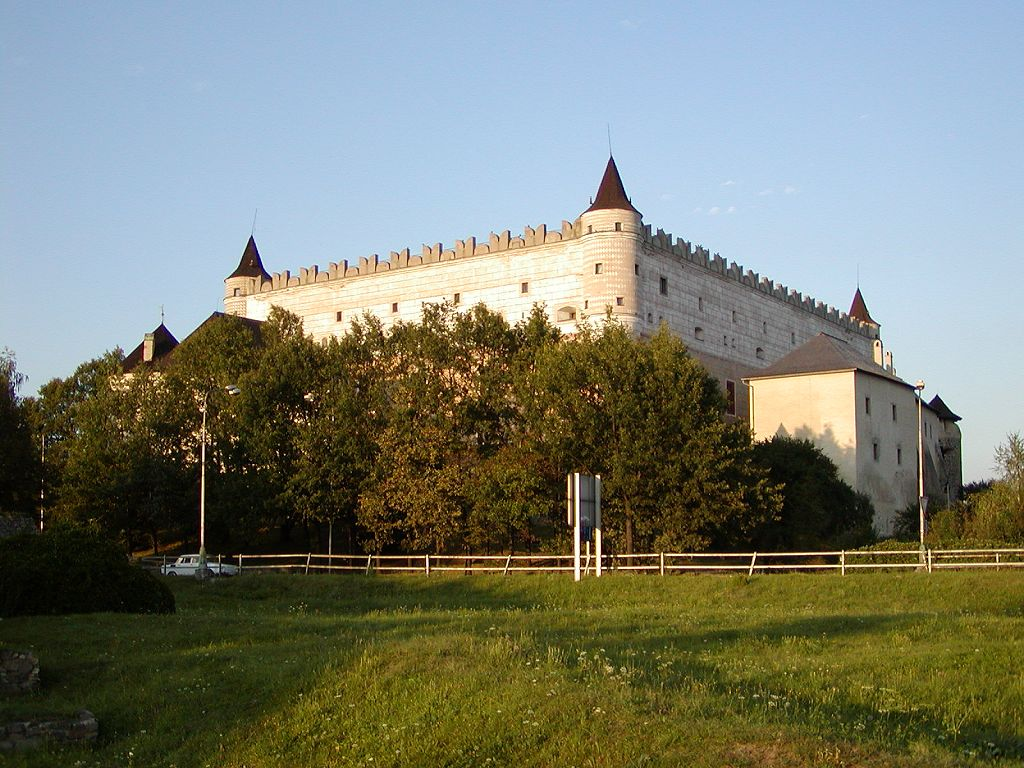
Зволенский замок

Зволен (словац. Zvolen, нем. Altsohl, венг. Zólyom) — город в центральной Словакии на слиянии рек Грон и Слатина у подножья Яворья и Кремницких Врхов. Население — около 42 тыс. человек.

## История
В IX веке на месте Зволена существовало великоморавское городище Муотёва, которое исчезло в XI веке. Его оборонительная функция перешла на крепость Старый Зволен, которая ныне именуется Пусты Град (одна из наибольших средневековых крепостей в Европе). В 1172 году Пусты Град становится центром королевского комитата. В 1230-х годах венгерский король Бела IV даёт Зволену городские права. В конце XIV века король Людовик I Великий строит здесь Зволенский замок. В это время Зволен бурно развивается. В 1542 году Пусты Град берёт осадой и сжигает Янош Хуньяди. В 1554 году турки захватывают важную крепость Филяково, и её оборонительные функции переходят к Зволену. Здесь вырастает новая мощная крепость, которую туркам так и не удалось взять. В 1702 году город сжигают куруцы Ференца Ракоци. В XVIII веке Зволен становится важным промышленным центром центральной Словакии. В 1872 году здесь прокладывают железную дорогу до Будапешта.
В Чехословакии Зволен становится районным центром. В 1944 году город был одним из центров Словацкого национального восстания. Здесь на аэродроме Три Дуба приземлялись советские самолёты с помощью. 26 октября 1944 года город оккупировали немецкие войска. 14 марта 1945 года город был освобожден войсками 2-го Украинского фронта в ходе Банска-Быстрицкой наступательной операции.
В 1968—1990 годах в Зволене располагалась 30-я гвардейская мотострелковая дивизия  Советской армии. В 1978 году в Зволен был перебазирован вновь сформированный в Бердичеве 238 отдельный вертолётный полк.

## Население
| Год:                | 1994   | 2004    | 2014    | 2024    |
| ------------------- | ------ | ------- | ------- | ------- |
| Количество человек: | 44 163 | 43 272  | 43 047  | 39 175  |
| Разница:            |        | −2,01 % | −0,51 % | −8,99 % |

## Достопримечательности
- Пусты Град
- Зволенский замок
- Костёл св. Елизаветы
- Лютеранская кирха
- Финкова Курия
- Лесной музей

## Экономика
Согласно данным портала virtualne.sk в городе насчитывается:
- заведений общественного питания — 17;
- компаний, предоставляющих услуги для красоты и здоровья — 10;
- промышленных предприятий — 3;
- строительных компаний — 14;
- образовательных учреждений — 8;
- услуг сервиса и ремонтных мастерских — 3;
- магазинов — 30;
- учреждений здравоохранения — 2[3].

Согласно данным официального портала Банско-Бистрицкого края, доля прямых иностранных инвестиций в экономику города Зволень составляет 19,15% от всех инвестиций в экономику края (более 195 миллионов евро с 2010 по 2018 годы). Согласно той же базе данных число предпринимателей в городе составляет 1494, город занимает второе место по числу предпринимателей в крае.

## Известные уроженцы
- Цигер-Гронский, Йозеф (1896—1960) — словацкий писатель

## Города-побратимы
- Испания: Альтеа
- Германия: Бад-Кёцтинг
- Ирландия: Бандоран
- Италия: Белладжо
- Франция: Гранвиль
- Польша: Зволень, Хойна
- Финляндия: Карккила, Иматра
- Венгрия: Кёсег
- Мальта: Марсаскала
- Нидерланды: Мерссен
- Люксембург: Нидеранвен
- Чехия: Прахатице, Сушице
- Греция: Превеза
- Литва: Пренай
- Украина: Ровно
- Португалия: Сезимбра
- Латвия: Сигулда
- Венгрия: Тоткомлош
- Эстония: Тюри
- Швеция: Укселёсунд
- Бельгия: Уффализ
- Дания: Хольстебро, Дания
- Великобритания: Шерборн
- Австрия: Юденбург